# HC Slovan Bratislava

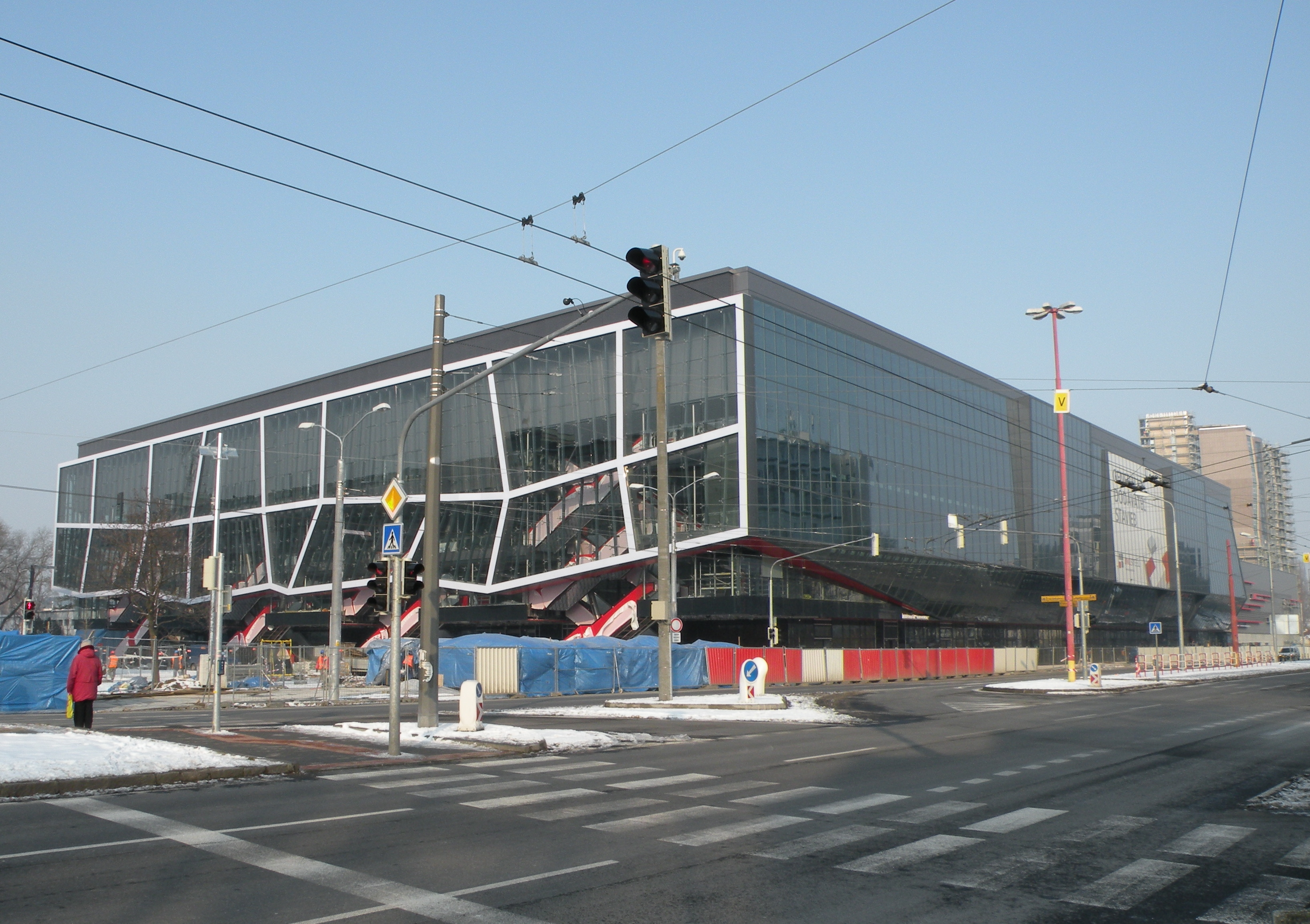
Zimný štadión Ondreja Nepelu

Hockey Club Slovan Bratislava är en ishockeyklubb i Bratislava i Slovakien som spelar i Kontinental Hockey League sedan säsongen 2012/2013. HC Slovan Bratislava spelar sina hemmamatcher i Zimný štadión Ondreja Nepelu.
Klubben bildades 1921 med namnet 1. CsSK Bratislava. 1939 byttes namnet till Slovan Bratislava, och förutom 1949-1952 har namnet bestått. En av klubbens största framgångar var under säsongen 1978-1979, då klubben vann tjeckoslovakiska Extraliga, med bröderna Šťastný i truppen.

## Meriter
Nedan ses Slovans mästerskapstitlar.
- Vinnare av tjeckoslovakiska Extraliga: (1) 1979
- Vinnare av slovakiska Extraliga: (8) 1998, 2000, 2002, 2003, 2005, 2007, 2008, 2012
- Vinnare av IIHF Continental Cup: (1) 2004

## Välkända spelare
- Vladimír Dzurilla
- Róbert Döme
- Miroslav Šatan
- Peter Šťastný
- Marek Uram
- Zdeno Cíger
- Jozef Golonka
- Václav Nedomanský